# Asilus pumilus
Asilus pumilus är en tvåvingeart som beskrevs av Macquart 1834. Asilus pumilus ingår i släktet Asilus och familjen rovflugor.
Artens utbredningsområde är Frankrike. Inga underarter finns listade i Catalogue of Life.